# HMS Preston (1757)
HMS Preston (1757) — 50-пушечный корабль 4 ранга Королевского флота. Третий корабль, носивший такое название.
Заказан 28 марта 1751. Строился как малый, «экономичный» линейный корабль, по уложению (стандарту), одобренному Парламентом в 1745. Спущен на воду 7 февраля 1757 года.
В 1773-1776 годах флагман Североамериканской станции. К этому времени уже не считался пригодным к линейному бою, и потому был отослан в колонии. В 1774-1775 на нем держал флаг адмирал Самуэль Грейвз.
В 1778 при Сент-Люсии на нем держал флаг коммодор Уильям Хотэм.
В 1781 был при Доггер-банке, капитан Александр Грэм (англ. Alexander Graeme).
В 1785 году превращен в блокшив. Отправлен на слом в 1815.